# Риомаджоре
Риомаджо̀ре (на италиански: Riomaggiore, на местен диалект Rimazùu, Римазу̀) е село и община в северозападна Италия, провинция Специя, регион Лигурия. Разположено е на източния бряг на Лигурското море. Населението на общината е 1326 души (1 януари 2023).
Село Риомаджоре е едно от петте селата, които са част от крайбрежната област Чинкуе Тере.
И село Манарола (Manarola), включено в общинската територия на Риомаджоре, е едно от селата на Чинкуе Тере. Риомаджоре е най-южната точка на Чинкуе Тере – екопътека, която минава по брега на Лигурско море и включва пет села, известни с цветните си къщи. От там до следващото село – Манарола, в продължение на 1,5 км се минава по участък, известен като Пътеката на любовта (Via dell'Amore). Пътека е прокопана в скалите през 1928 г. за удобство на жп работниците, а понастоящем се използва от туристите. По традиция на парапета на Пътеката на любовта влюбени двойки заключват катинарчета.
Риомаджо̀ре е селце известно и с отглеждането на лимони, като в селото биха могли да бъдат закупени различни видове сладка, напитки и ястия с лимони или с лимонен вкус.